# Philodendron millerianum
Philodendron millerianum är en kallaväxtart som beskrevs av Marcus A. Nadruz och Sakur. Philodendron millerianum ingår i släktet Philodendron och familjen kallaväxter. Inga underarter finns listade.